# Lista stolic państw
Poniższa lista przedstawia listę stolic państw świata ułożonych w kolejności alfabetycznej.

## A
| Państwo           | Stolica      | Zaludnienie | Powierzchnia km² |
| ----------------- | ------------ | ----------- | ---------------- |
| Afganistan        | Kabul        | 2994000     | 275              |
| Albania           | Tirana       | 616396      | 41,8             |
| Algieria          | Algier       | 2988145     | 273              |
| Andora            | Andora       | 19407       | 12               |
| Angola            | Luanda       | 2776125     | 113              |
| Antigua i Barbuda | Saint John’s | 21926       | 10               |
| Arabia Saudyjska  | Rijad        | 5156418     | 1000             |
| Argentyna         | Buenos Aires | 2698082     | 203              |
| Armenia           | Erywań       | 1125032     | 227              |
| Australia         | Canberra     | 339106      | 814,2            |
| Austria           | Wiedeń       | 1794770     | 414,87           |
| Azerbejdżan       | Baku         | 2045815     | 2130             |

## B
| Państwo              | Stolica             | Zaludnienie   | Powierzchnia km² |
| -------------------- | ------------------- | ------------- | ---------------- |
| Bahamy               | Nassau              | 255789        | 207              |
| Bahrajn              | Manama              | 297509        |                  |
| Bangladesz           | Dhaka               | 16820000      | 360              |
| Barbados             | Bridgetown          | 96578         | 38,8             |
| Belgia               | Bruksela            | 177849        | 32,61            |
| Belize               | Belmopan            | 16435         |                  |
| Benin                | Porto-Novo Kotonu   | 297191 779314 |                  |
| Bhutan               | Thimphu             | 99021         |                  |
| Białoruś             | Mińsk               | 1939800       | 348,846          |
| Boliwia              | La Paz Sucre        | 125000 351917 | 225 – La Paz     |
| Bośnia i Hercegowina | Sarajewo            | 311161        | 141,5            |
| Botswana             | Gaborone            | 230936        |                  |
| Brazylia             | Brasília            | 2650783       | 5802             |
| Brunei               | Bandar Seri Begawan | 158110        | 100,36           |
| Bułgaria             | Sofia               | 1212932       | 1038,8           |
| Burkina Faso         | Wagadugu            | 1626950       | 2805             |
| Burundi              | Gitega              | 22989         |                  |

## C
| Państwo                  | Stolica   | Zaludnienie | Powierzchnia km² |
| ------------------------ | --------- | ----------- | ---------------- |
| Chile                    | Santiago  | 5428590     | 641,4            |
| Chińska Republika Ludowa | Pekin     | 19612368    | 16808            |
| Chorwacja                | Zagrzeb   | 790017      | 641              |
| Cypr                     | Nikozja   | 309500      | 111              |
| Czad                     | Ndżamena  | 1092066     | 5470             |
| Czarnogóra               | Podgorica | 169132      | 1399             |
| Czechy                   | Praga     | 1249026     | 496              |

## D
| Państwo                       | Stolica       | Zaludnienie | Powierzchnia km² |
| ----------------------------- | ------------- | ----------- | ---------------- |
| Dania                         | Kopenhaga     | 518574      | 88,25            |
| Demokratyczna Republika Konga | Kinszasa      | 9463749     | 9965             |
| Dominika                      | Roseau        | 12898       |                  |
| Dominikana                    | Santo Domingo | 2703480     | 104,44           |
| Dżibuti                       | Dżibuti       | 475322      | 630              |

## E
| Państwo  | Stolica                                        | Zaludnienie | Powierzchnia km² |
| -------- | ---------------------------------------------- | ----------- | ---------------- |
| Egipt    | Kair                                           | 8035070     | 453              |
| Ekwador  | Quito                                          | 1873458     | 290              |
| Erytrea  | Asmara                                         | 697013      | 17               |
| Estonia  | Tallinn                                        | 439705      | 159,2            |
| Eswatini | Mbabane, Lobamba (siedziba króla i parlamentu) |             |                  |
| Etiopia  | Addis Abeba                                    | 3146999     | 530,14           |

## F
| Państwo   | Stolica  | Zaludnienie | Powierzchnia km² |
| --------- | -------- | ----------- | ---------------- |
| Fidżi     | Suva     | 85691       |                  |
| Filipiny  | Manila   | 1660714     | 38,555           |
| Finlandia | Helsinki | 624427      | 186              |
| Francja   | Paryż    | 2243833     | 105,4            |

## G
| Państwo          | Stolica        | Zaludnienie | Powierzchnia km² |
| ---------------- | -------------- | ----------- | ---------------- |
| Gabon            | Libreville     | 797003      |                  |
| Gambia           | Bandżul        | 34400       | 12               |
| Ghana            | Akra           | 1970400     | 185              |
| Grecja           | Ateny          | 664046      | 38,964           |
| Grenada          | Saint George’s | 5796        |                  |
| Gruzja           | Tbilisi        | 1171200     | 726              |
| Gujana           | Georgetown     | 235017      |                  |
| Gwatemala        | Gwatemala      | 1170396     | 692              |
| Gwinea           | Konakry        | 1667864     |                  |
| Gwinea Bissau    | Bissau         | 427400      |                  |
| Gwinea Równikowa | Malabo         | 187302      |                  |

## H
| Państwo   | Stolica         | Zaludnienie   | Powierzchnia km² |
| --------- | --------------- | ------------- | ---------------- |
| Haiti     | Port-au-Prince  | 942194        | 38,19            |
| Hiszpania | Madryt          | 3215633       | 607              |
| Holandia  | Amsterdam, Haga | 801200 490282 | 219,33 98,2      |
| Honduras  | Tegucigalpa     | 1146284       |                  |

## I
| Państwo   | Stolica                                                                                             | Zaludnienie   | Powierzchnia km² |
| --------- | --------------------------------------------------------------------------------------------------- | ------------- | ---------------- |
| Indie     | Nowe Delhi                                                                                          | 321883        | 42,7             |
| Indonezja | Dżakarta                                                                                            | 9833788       | 661,52           |
| Irak      | Bagdad                                                                                              | 7216040       | 2260,2           |
| Iran      | Teheran                                                                                             | 12223598      | 716,9            |
| Irlandia  | Dublin                                                                                              | 527612        | 114,99           |
| Islandia  | Reykjavík                                                                                           | 119474        | 274,5            |
| Izrael    | Jerozolima (nieuznawana przez ONZ), Tel Awiw-Jafa (siedziba większości ambasad, stolica według ONZ) | 800000 405000 | 123 51,788       |

## J
| Państwo  | Stolica  | Zaludnienie | Powierzchnia km² |
| -------- | -------- | ----------- | ---------------- |
| Jamajka  | Kingston | 666041      | 453              |
| Japonia  | Tokio    | 13161751    | 2187,65          |
| Jemen    | Sana     | 2297973     |                  |
| Jordania | Amman    | 2125400     |                  |

## K
| Państwo          | Stolica                   | Zaludnienie | Powierzchnia km² |
| ---------------- | ------------------------- | ----------- | ---------------- |
| Kambodża         | Phnom Penh                | 2009264     | 376              |
| Kamerun          | Jaunde                    | 2440462     | 180              |
| Kanada           | Ottawa                    | 945438      | 2778,64          |
| Katar            | Ad-Dauha                  | 437639      | 132              |
| Kazachstan       | Astana                    | 835153      | 722              |
| Kenia            | Nairobi                   | 3476632     | 696              |
| Kirgistan        | Biszkek                   | 977204      |                  |
| Kiribati         | Bairiki (na atolu Tarawa) | 36700       |                  |
| Kolumbia         | Bogota                    | 7632713     | 1732             |
| Komory           | Moroni                    | 60200       |                  |
| Kongo            | Brazzaville               | 1577533     | 100              |
| Korea Południowa | Seul                      | 10442626    | 605,21           |
| Korea Północna   | Pjongjang                 | 3255388     | 2653             |
| Kosowo           | Prisztina                 | 550000      | 572              |
| Kostaryka        | San José                  | 359061      | 44,62            |
| Kuba             | Hawana                    | 2135498     | 721              |
| Kuwejt           | Kuwejt                    | 637411      |                  |

## L
| Państwo       | Stolica    |
| ------------- | ---------- |
| Laos          | Wientian   |
| Lesotho       | Maseru     |
| Liban         | Bejrut     |
| Liberia       | Monrovia   |
| Libia         | Trypolis   |
| Liechtenstein | Vaduz      |
| Litwa         | Wilno      |
| Luksemburg    | Luksemburg |

## Ł
| Państwo | Stolica |
| ------- | ------- |
| Łotwa   | Ryga    |

## M
| Państwo            | Stolica                 |
| ------------------ | ----------------------- |
| Macedonia Północna | Skopje                  |
| Madagaskar         | Antananarywa            |
| Malawi             | Lilongwe                |
| Malediwy           | Male                    |
| Malezja            | Kuala Lumpur; Putrajaya |
| Mali               | Bamako                  |
| Malta              | Valletta                |
| Maroko             | Rabat                   |
| Mauretania         | Nawakszut               |
| Mauritius          | Port Louis              |
| Meksyk             | Meksyk                  |
| Mikronezja         | Palikir                 |
| Mjanma             | Naypyidaw               |
| Mołdawia           | Kiszyniów               |
| Monako             | Monako                  |
| Mongolia           | Ułan Bator              |
| Mozambik           | Maputo                  |

## N
| Państwo       | Stolica    |
| ------------- | ---------- |
| Namibia       | Windhuk    |
| Nauru         | Yaren      |
| Nepal         | Katmandu   |
| Niemcy        | Berlin     |
| Niger         | Niamey     |
| Nigeria       | Abudża     |
| Nikaragua     | Managua    |
| Norwegia      | Oslo       |
| Nowa Zelandia | Wellington |

## O
| Państwo | Stolica |
| ------- | ------- |
| Oman    | Maskat  |

## P
| Państwo           | Stolica      |
| ----------------- | ------------ |
| Pakistan          | Islamabad    |
| Palau             | Ngerulmud    |
| Panama            | Panama       |
| Papua-Nowa Gwinea | Port Moresby |
| Paragwaj          | Asunción     |
| Peru              | Lima         |
| Polska            | Warszawa     |
| Południowa Afryka | Pretoria     |
| Portugalia        | Lizbona      |

## R
| Państwo                       | Stolica   |
| ----------------------------- | --------- |
| Republika Środkowoafrykańska  | Bangi     |
| Republika Zielonego Przylądka | Praia     |
| Rosja                         | Moskwa    |
| Rumunia                       | Bukareszt |
| Rwanda                        | Kigali    |

## S
| Państwo                   | Stolica                             |
| ------------------------- | ----------------------------------- |
| Saint Kitts i Nevis       | Basseterre                          |
| Saint Lucia               | Castries                            |
| Saint Vincent i Grenadyny | Kingstown                           |
| Salwador                  | San Salvador                        |
| Samoa                     | Apia                                |
| San Marino                | San Marino                          |
| Senegal                   | Dakar                               |
| Serbia                    | Belgrad                             |
| Seszele                   | Victoria                            |
| Sierra Leone              | Freetown                            |
| Singapur                  | Singapur                            |
| Słowacja                  | Bratysława                          |
| Słowenia                  | Lublana                             |
| Somalia                   | Mogadiszu                           |
| Sri Lanka                 | Sri Dźajawardanapura Kotte, Kolombo |
| Stany Zjednoczone         | Waszyngton                          |
| Sudan                     | Chartum                             |
| Sudan Południowy          | Dżuba                               |
| Surinam                   | Paramaribo                          |
| Syria                     | Damaszek                            |
| Szwajcaria                | Berno                               |
| Szwecja                   | Sztokholm                           |

## T
| Państwo           | Stolica                    |
| ----------------- | -------------------------- |
| Tadżykistan       | Duszanbe                   |
| Tajlandia         | Bangkok                    |
| Tajwan            | Tajpej                     |
| Tanzania          | Dodoma, Dar es Salaam      |
| Timor Wschodni    | Dili                       |
| Togo              | Lomé                       |
| Tonga             | Nukuʻalofa                 |
| Trynidad i Tobago | Port-of-Spain              |
| Tunezja           | Tunis                      |
| Turcja            | Ankara                     |
| Turkmenistan      | Aszchabad                  |
| Tuvalu            | Vaiaku (na atolu Funafuti) |

## U
| Państwo    | Stolica    |
| ---------- | ---------- |
| Uganda     | Kampala    |
| Ukraina    | Kijów      |
| Urugwaj    | Montevideo |
| Uzbekistan | Taszkent   |

## V
| Państwo | Stolica   |
| ------- | --------- |
| Vanuatu | Port Vila |

## W
| Państwo                           | Stolica            |
| --------------------------------- | ------------------ |
| Watykan                           | Watykan            |
| Wenezuela                         | Caracas            |
| Węgry                             | Budapeszt          |
| Wielka Brytania                   | Londyn             |
| Wietnam                           | Hanoi              |
| Włochy                            | Rzym               |
| Wybrzeże Kości Słoniowej          | Jamusukro, Abidżan |
| Wyspy Marshalla                   | Majuro             |
| Wyspy Salomona                    | Honiara            |
| Wyspy Świętego Tomasza i Książęca | São Tomé           |

## Z
| Państwo                      | Stolica  |
| ---------------------------- | -------- |
| Zambia                       | Lusaka   |
| Zimbabwe                     | Harare   |
| Zjednoczone Emiraty Arabskie | Abu Zabi |

## Terytoria o statusie nierozstrzygniętym
| Państwo           | Stolica              |
| ----------------- | -------------------- |
| Abchazja          | Suchumi              |
| Cypr Północny     | Nikozja              |
| Naddniestrze      | Tyraspol             |
| Osetia Południowa | Cchinwali            |
| Palestyna         | Jerozolima, Ramallah |
| Republika Chińska | Tajpej               |
| Sahara Zachodnia  | Al-Ujun              |
| Somaliland        | Hargejsa             |